# Puente de la isla Ruski
El puente de la isla Ruski (en ruso: Русский мост) es un  puente atirantado de Rusia  que cruza el estrecho del Bósforo Oriental, en la ciudad de Vladivostok, en el krai de Primorie. Fue inaugurado con ocasión de la Reunión del Foro de Cooperación Económica Asia-Pacífico que tuvo lugar en Vladivostok en 2012. El puente conecta el continente, donde se encuentra la mayor parte de la ciudad (península de Nazimov), con la isla Ruski, donde se realizaron las principales actividades de la cumbre. Se  inauguró en julio de 2012, siendo en ese momento (y en octubre de 2014) el puente atirantado con mayor vano del mundo, superando al puente Sutong.
El puente de la isla Ruski  fue uno de los dos puentes —con el puente del Cuerno de Oro— construidos en preparación de la cumbre de la APEC 2012 (Foro de Cooperación Económica Asia-Pacífico). La construcción del puente comenzó el 25 de julio de 2008 y el puente fue inaugurado oficialmente el 11 de agosto de 2012.
El puente tiene también las torres más altas y los cables atirantados más largos. En el puente han primado los siguientes factores básicos:
- Distancia de costa a costa más corta: 1460 m.
- Profundidad del canal de navegación: mayor de 50 m
- La localización del puente está afectada por condiciones climáticas muy duras: La temperatura puede variar entre -31 °C y 37 °C. Los tifones pueden mantener velocidades superiores a los 120 km/h. Las olas de la bahía pueden romper contra las torres con una altura de 6 metros y en invierno el mar se hiela con una capa de hielo mayor de 70 centímetros.

## Historia del proyecto
En la primera mitad del siglo XX se planteó la tarea de construir un puente hacia la isla Russky. El primer proyecto se completó en 1939, el segundo en los años 1960. Ninguno de los proyectos (probablemente debido a la Segunda Guerra Mundial) ni el otro se implementaron nunca. A principios de octubre de 2007, NPO Mostovik ganó la licitación para diseñar un puente que cruzara hacia la isla Russky. El principal socio de la asociación en la realización de trabajos de diseño fue la mayor organización de diseño rusa, CJSC Giprostroymost Institute St. Petersburgo. En el trabajo también participaron varias empresas científicas rusas y extranjeras. Entre ellos se incluyen Cowi A/S (Dinamarca), Primorgrazhdanproekt, Primortisiz, JSC DNIIMF, NPO Gidrotex y otros. La construcción costó 643 millones de rublos y se completó en menos de seis meses, en marzo de 2008. Durante las obras se consideraron más de 10 opciones diferentes de cruce de puentes, entre las que se encontraban proyectos tanto de puentes atirantados como colgantes .
En mayo de 2008, el proyecto de puente atirantado propuesto fue aprobado por la Institución Estatal Federal Glavgosexpertiza de Rusia y recomendado para su aprobación por el cliente, la administración del Territorio de Primorsky. El contratista general de la construcción, JSC USK Most, sin pasar por el procedimiento de licitación, fue determinado el 31 de agosto de 2008 por decreto del presidente de la Federación de Rusia n.º 1277. El monto total del contrato fue de 32,2 mil millones de rublos. Los principales subcontratistas fueron SK MOST OJSC y NPO Mostovik LLC. La instalación fue entregada el 2 de julio de 2012  Cap. ingeniero de proyecto - V. M. Kurepin.
En 2005, la administración de Primorsky Krai desarrolló el proyecto de inversión "Desarrollo de la isla Russky". Según el proyecto, en la isla estaba previsto ubicar un complejo de instalaciones de producción en el campo de las tecnologías biológicas y de la información, un complejo universitario de clase mundial y un centro médico interregional. El programa también preveía la construcción de complejos deportivos y recreativos, de museos y hoteles, y viviendas. Como señala ITAR-TASS , en el futuro es la isla rusa la que debería convertirse en un punto de crecimiento para toda la región del Lejano Oriente , un importante centro de cooperación internacional con los países de la región de Asia y el Pacífico.
En 2012 se celebró en la isla rusa la cumbre de la organización de Cooperación Económica Asia-Pacífico (APEC) . En preparación para la cumbre, se llevaron a cabo importantes obras en la isla. Según el proyecto, en un terreno de 2,8 mil hectáreas debería construirse un gran centro de negocios internacional, varios hoteles, un acuario y un Centro Científico y Educativo del Pacífico, que incluirá varios institutos de investigación de la Academia de Ciencias de Rusia .
Por Decreto del Gobierno del 31 de marzo de 2010, se creó una zona económica especial turística y recreativa en el territorio de la isla Ruski.
Después de una fuerte tormenta de hielo el 21 de noviembre de 2020, los cables del puente se congelaron y la cubierta decorativa del cable central 15 sureste se desprendió. Después de la formación de hielo, debido a la caída activa de hielo en la carretera, el tráfico en el puente estuvo cerrado hasta el 30 de noviembre  y luego hasta el 21 de diciembre. Poco después de la formación de hielo, un equipo de escaladores comenzó a limpiar manualmente el puente. La agencia de noticias Interfax señaló que el Puente Ruso se convirtió en el primer puente atirantado del mundo en encontrarse con hielo en los cables. Debido al cierre del puente, la comunicación con la isla Russky se volvió más difícil: durante el período de congelación del puente, la comunicación con el continente se mantuvo mediante transbordadores. El tráfico en el puente finalmente se abrió el 6 de diciembre a las 17:00 hora de Vladivostok. Según los resultados del trabajo de 60 escaladores, se retiraron del puente 2,3 mil toneladas de depósitos de hielo y se limpiaron 11 mil metros cuadrados de la superficie de las torres.

## Especificaciones del puente
- Vano del puente: 60 + 72 + *3x84 + 1104 + *3x84 + 72 + 60 m
- Longitud total del puente: 1,885.53 metros
- Longitud total incluyendo caballetes: 3.100 metros
- Longitud central del vano: 1,104 metros (3,622 *ft)
- Anchura del puente: 29.5 metros (97 *ft)
- Anchura de la calzada del puente: 23.8 metros (78 *ft)
- Número de carriles de conducción: 4 (dos en cada sentido)
- Número de torres al puente: 2
- Altura de las *pilones: 324 metros
- Número de apoyos del cable: 168
- ramo de cable más largo: 579,83 metros
- Tramo de cable más corto: 135,771 metros

Comparación con puentes notables. Se puede ampliar la imagen. El Puente de la isla Ruski aparece en color morado.

## Construcción de los pilones
Construcción del tramo, 2009

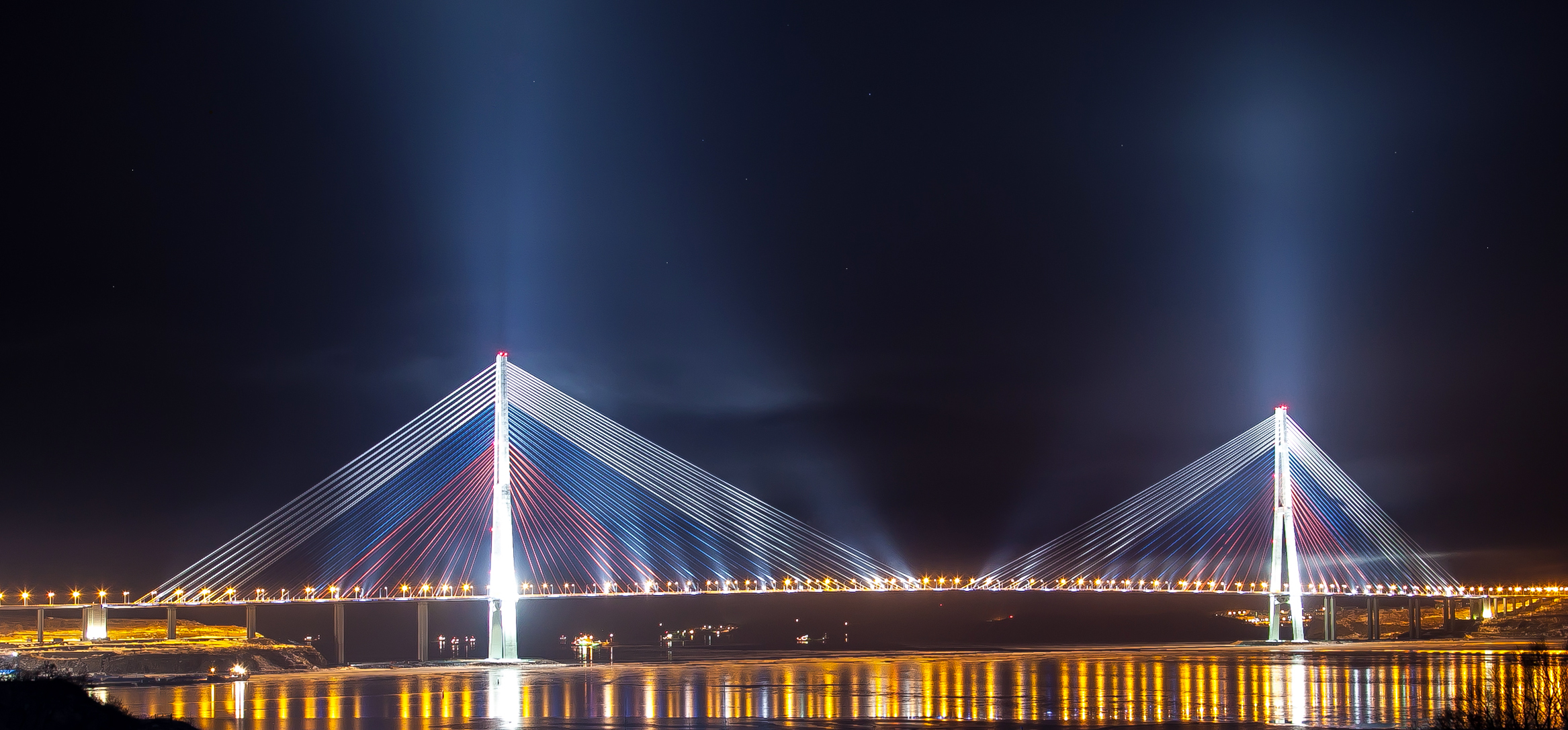
El puente iluminado por la noche en 2013.

Construcción de los pilones al inicio, septiembre de 2009
Los pilones fueron construidos hasta 77 metros bajo tierra y junto a la isla se hicieron 120 pilones de barrena bajo cada una de las dos torres del puente, que tienen una altura de 320 m.
Los pilones se hormigonaron con formas autoescaladas personalizadas en derrames de 45 m. Se utilizó una grúa en los tres primeros vertidos, después se completó el encofrado sin ayuda moviéndose por el movimiento hidráulico de los elementos modulares.
Los pilones tienen forma de letra A, por lo tanto, el uso de formas estándares no era factible. Se dispuso un conjunto individual de formas para cada torre del puente.
La transición entre los tipos de sección se llevó a cabo a varios niveles  a las cotas de 66,26 m y 191,48 m.
El uso de formas autoescaladas permitió obtener una mejor calidad y reducir en la mitad el tiempo de construcción de las estructuras de hormigón armado hechas in situ.
El cable está situado en la zona de anclaje a partir de los 1975 m. La instalación de apoyos aparejados de los cables y la fundición de los cuerpos de torre de puente se llevó a cabo simultáneamente, reduciendo drásticamente el periodo de construcción.

## Estructura del tramo central
La estructura del tramo tiene una sección transversal aerodinámica para asumir cargas de viento con ráfagas importantes. La forma de la sección transversal del espacio se ha determinado en base al diseño aerodinámico y se ha optimizado de acuerdo con los resultados del procesamiento experimental del modelo a escala en la fase de diseño detallado.
Las conexiones de campo soldadas se utilizan para juntas longitudinales y transversales de la lámina de la tapa de la cubierta rtotrópica y la placa nervada inferior. Para juntas de paredes verticales de los bloques, nervios longitudinales, vigas transversales y diafragmas, se utilizan conexiones de campo proporcionadas mediante pernos de alta resistencia.
Las secciones prefabricadas de grandes dimensiones para la instalación del tramo central fueron libradas por barcazas al lugar de erección y elevadas por una grúa a unos 76 m levantada. Aquí se contrapusieron los elementos y se fijaron los sistemas de suspensión de cables.

## Sistema de suspensión por cable
Un sistema de suspensión por cable supone todas las cargas estáticas y dinámicas de las cuales depende la propia existencia del puente. Los tirantes de cable no están diseñados para soportar las cargas durante toda la vida del puente, pero son reparables y tienen protección contra desastres naturales y otros impactos adversos.
Los tirantes de cable paralelo (PSS) consisten en hilos paralelos de 157 mm de diámetro; cada rama está formada por siete cables galvanizados. Los tirantes del cable incorporan de 13 a 79 hilos. La longitud del tramo de cable más corta es de 135,771 m; el más largo, 579,83 m. Los alojamientos de protección de los apoyos del cable están fabricados en polietileno de alta densidad (HDPE) y tienen las características siguientes: resistencia a los rayos UV; resistencia a las condiciones climáticas locales de Vladivostok (rango de temperatura de –40 a +40 °C; –40 a +104 °F) y agresividad ambiental.

## Críticas

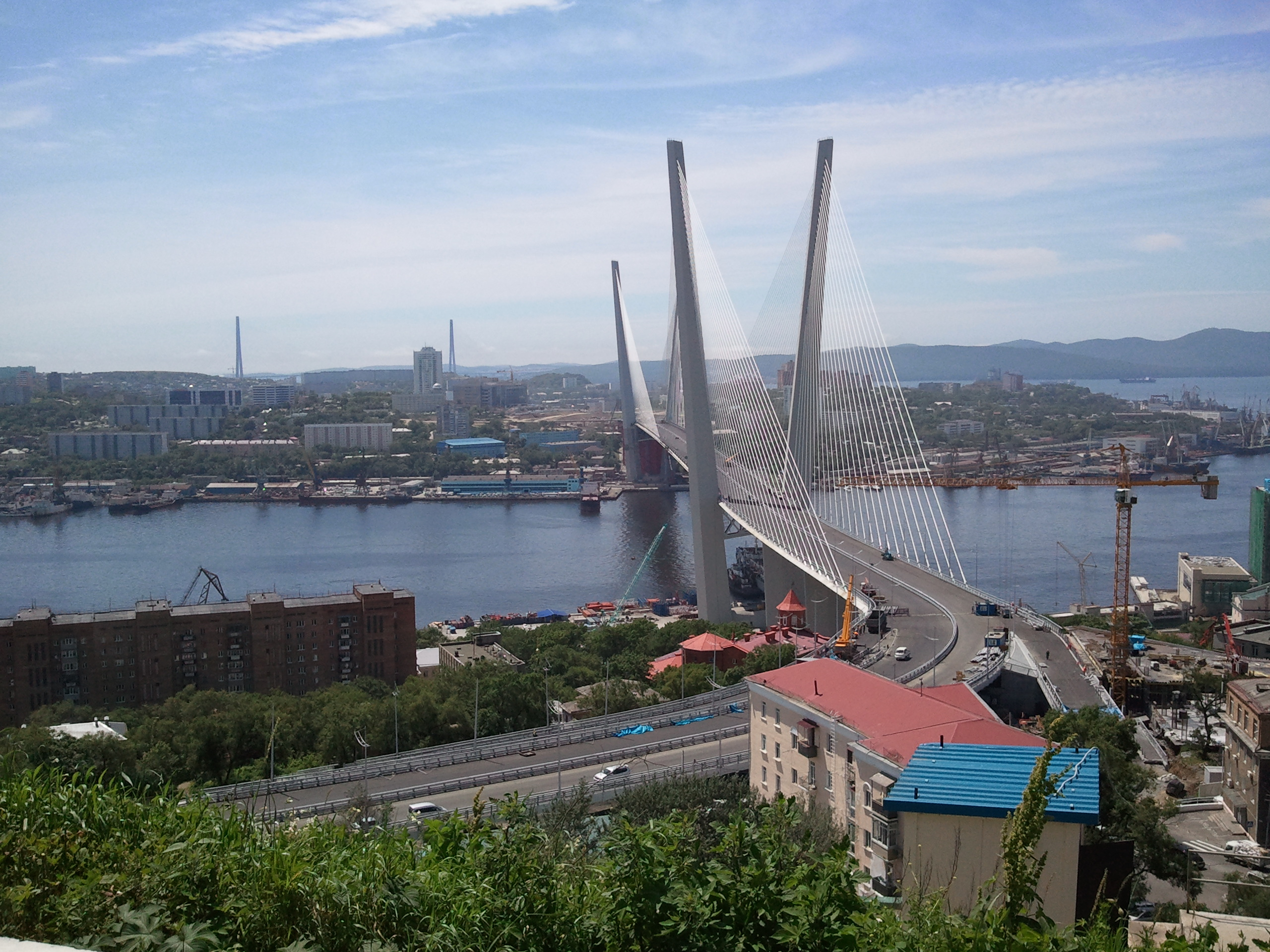
Vista del puente del Cuerno de Oro. Al fondo pueden verse las dos pilonas del puente de la isla Ruski

Los costos y el hecho mismo de la construcción del puente fueron ampliamente criticados por la oposición política rusa. En enero de 2007, Vladímir Putin, entonces presidente de Rusia, declaró que la celebración de una cumbre en Vladivostok era una posibilidad distinta, y que al menos se necesitarían 100 mil millones de rublos para preparar la ciudad para la cumbre, que, en ese momento, era tres veces más que el presupuesto del krai de Primorie en su conjunto. En 2012, los costos de la construcción del puente a la isla Ruski, con una población de sólo 5.000 habitantes, se espera que superen 1 000 000 000 $ USD. La capacidad del puente es de 50.000 vehículos por día, que es mucho mayor que el número de vehículos que tiene la actual población, por lo que el puente será severamente subutilizado. La descripción del proyecto en el sitio de la empresa contratista no enumera los costos del proyecto.
También ha habido críticas al hecho de que la carretera asfaltada termina en un callejón sin salida a poca distancia más allá del puente.

## Importancia económica
El puente puede utilizarse para acceder al edificio de la Universidad Federal de Extremo Oriente, así como para el acceso de equipos especiales y personal para la construcción de nuevas instalaciones.
Hay líneas de autobús urbano que cruzan el puente. El tiempo de viaje en autobús desde la parada principal de intercambio en el centro de Vladivostok (centro comercial Izumrud) hasta FEFU es de 50 minutos.

## Construcción del Puente de la isla Ruski - galería de imágenes

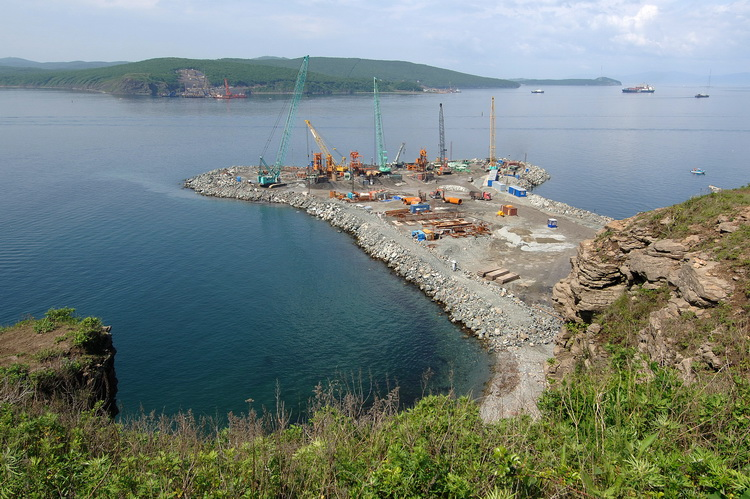
23 de diciembre de 2009
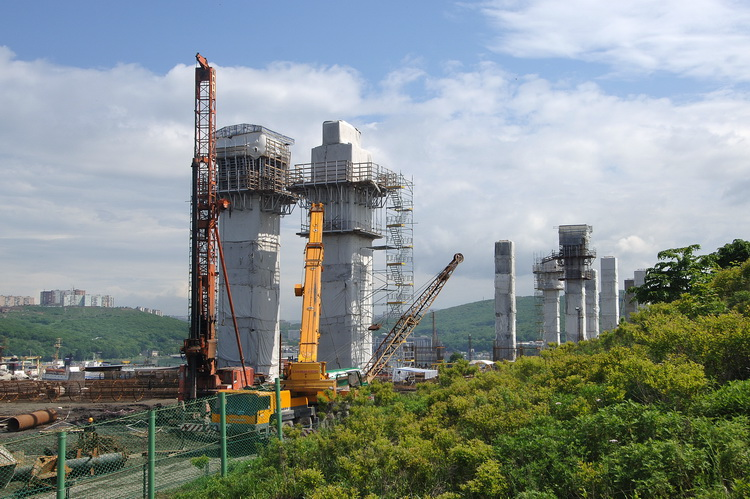
Soportes del puente. 23 de diciembre de 2009
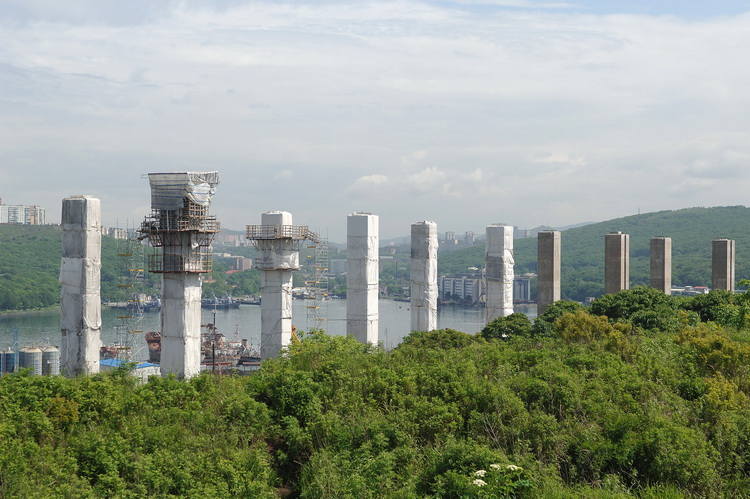
Soportes del puente. 23 de diciembre de 2009
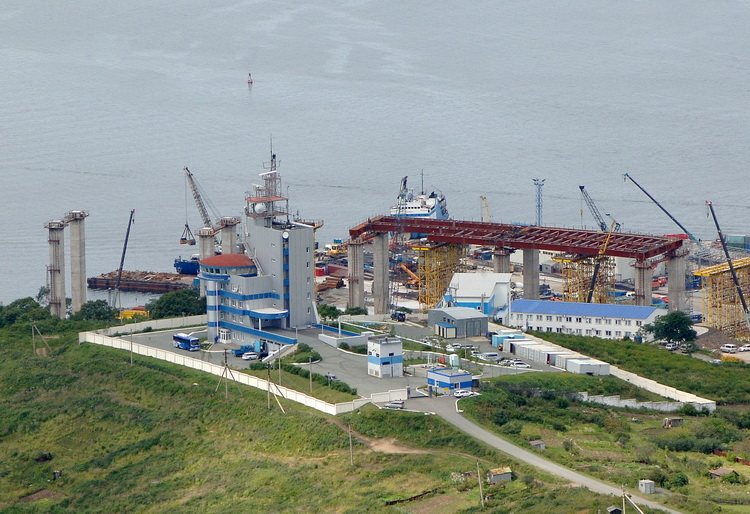
8 de diciembre de 2009
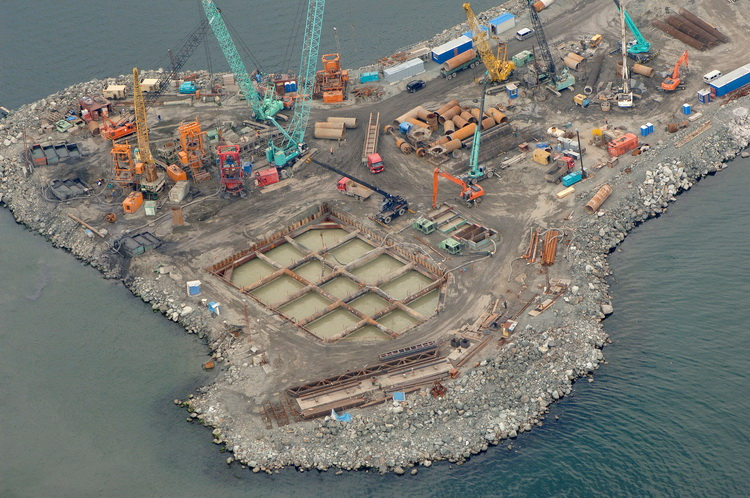
8 de diciembre de 2009
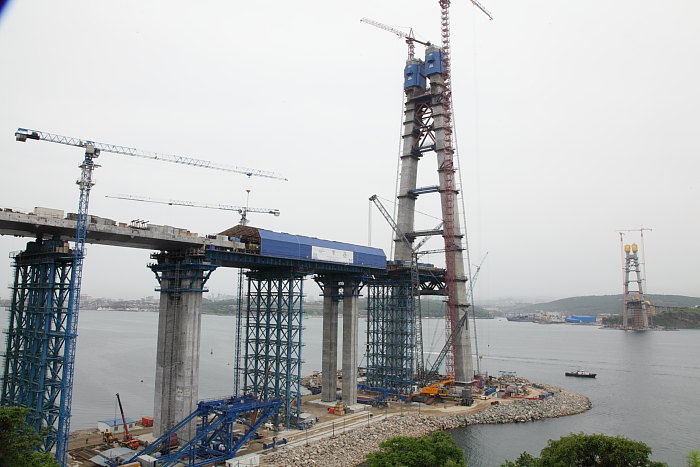
1 de diciembre de 2011
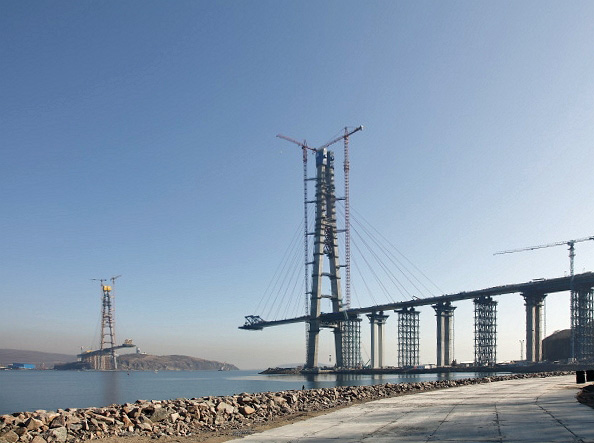
10 de diciembre de 2011
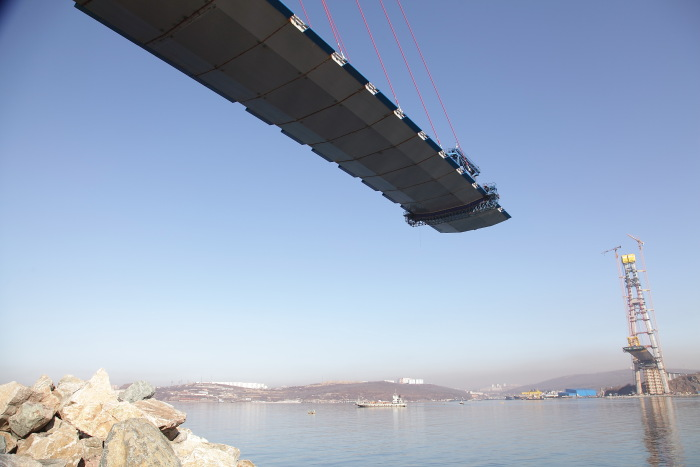
10 de diciembre de 2011

| Predecesor: Puente Sutong (Suzhou - Nantong) | Puente atirantado más largo del mundo 2012-actualidad | Sucesor: -- |